# Setopus tongiorgii
Setopus tongiorgii is een buikharige uit de familie Dasydytidae. Het dier komt uit het geslacht Setopus. Setopus tongiorgii werd in 1983 voor het eerst wetenschappelijk beschreven door Balsamo. 